# Panico (serie televisiva)
Panico (Panic!)  è una serie televisiva statunitense in 31 episodi trasmessi per la prima volta nel corso di 2 stagioni dal 1957 al 1958.

## Trama
È una serie televisiva di tipo antologico in cui ogni episodio rappresenta una storia a sé. Gli episodi sono storie di genere thriller e vengono introdotti dalla voce di Westbrooke Van Voorhees.

## Produzione
La serie fu prodotta da Al Simon Productions e McCadden Productions ed è conosciuta anche con i titoli di lavorazione  Crisis e Impact e con il titolo No Warning! (titolo della seconda stagione).
Tra i registi della serie sono accreditati Maurice Geraghty (12 episodi, 1957-1958) e Rod Amateau (2 episodi, 1957) Tra gli attori che hanno preso parte agli episodi vi sono Bill Erwin e Anthony Warde.

## Distribuzione
La serie fu trasmessa negli Stati Uniti dal 1957 al 1958 sulla rete televisiva NBC. La serie è stata trasmessa in Italia con il titolo Panico.

## Episodi
| Stagione         | Episodi | Prima TV USA |
| ---------------- | ------- | ------------ |
| Prima stagione   | 18      | 1957         |
| Seconda stagione | 13      | 1958         |